# Charinus montanus
Charinus montanus är en spindeldjursart som beskrevs av Peter Weygoldt 1972. Charinus montanus ingår i släktet Charinus och familjen Charinidae. Inga underarter finns listade i Catalogue of Life.